# Karai
Karai (en rus: Карай) és un poble de la República de Marí El, a Rússia, que en el cens del 2010 tenia 766 habitants. Pertany al districte rural de Voljsk.